# Complejo hidroeléctrico Futaleufú

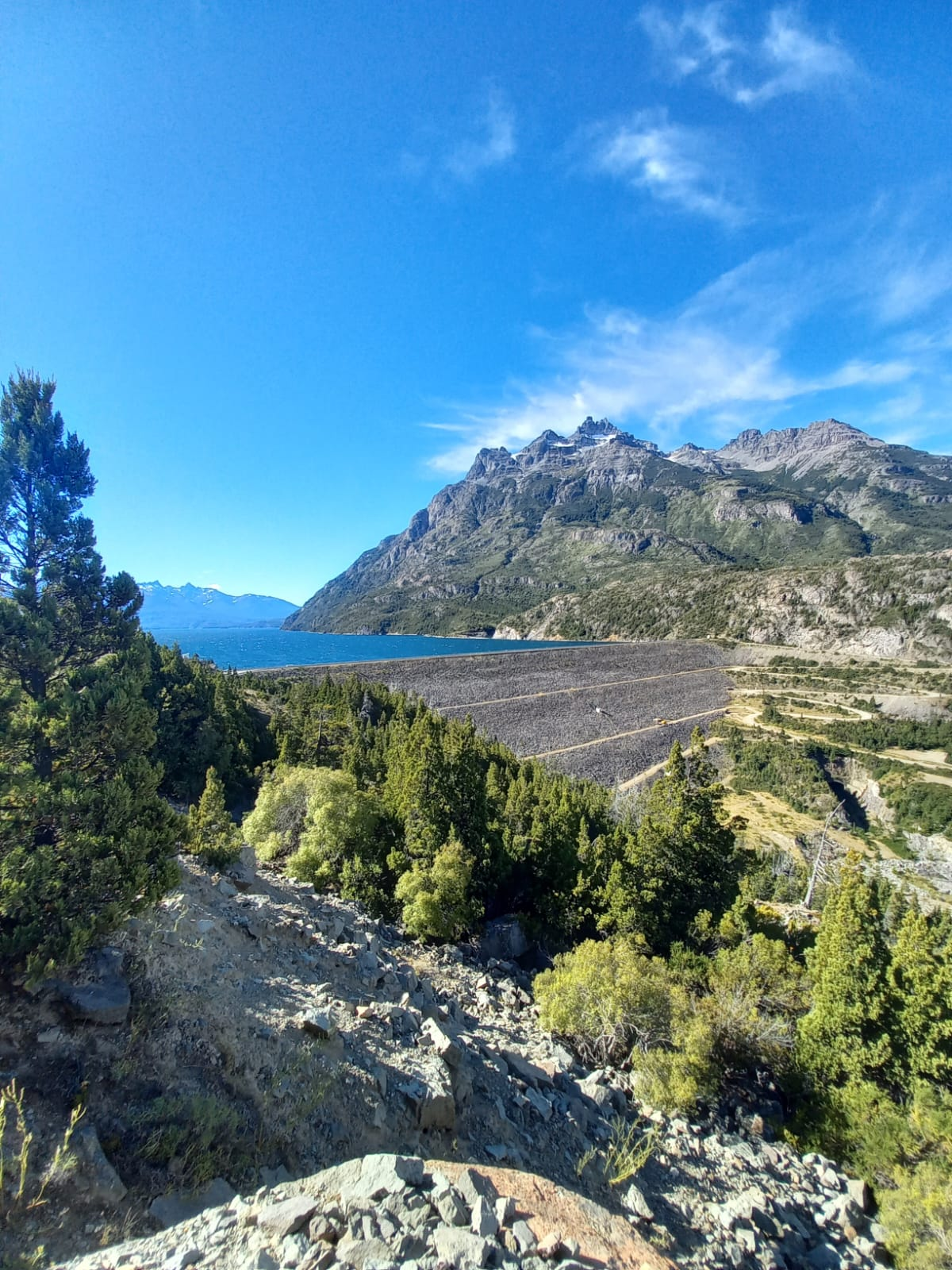
Complejo Hidroeléctrico Futaleufú. Embalse.

El  Complejo Hidroeléctrico Futaleufú es un aprovechamiento hidroeléctrico argentino, sobre el río Futaleufú (Río Grande en idioma Mapuche), provincia del Chubut. Está a 12 km de Trevelin y a 45 km de Esquel, fue construida entre 1971 y 1978 con el objetivo de proveer electricidad a la planta de aluminio ALUAR de Puerto Madryn, y su excedente destinado a uso público. El nombre oficial de la presa es Gral. San Martín. El lago generado por esta presa se denomina Amutui Quimey que en idioma Mapuche significa Belleza Perdida.

## La Presa
La presa del Complejo Futaleufú es una presa de materiales sueltos. Tiene una altura de 120 m y una longitud de 600 m, con 10 de ancho de coronamiento.
Existe un vertedero con capacidad de evacuar 2900 metros cúbicos por segundo. 

## Cuenca binacional
La presa es vista en Chile como una fuente potencial de conflicto debido al control argentino de los caudales del principal afluente del río Yelcho que puede modificar sustancialmente las condiciones del lago y del río principal de la cuenca binacional, pero aunque no existen acuedos escritos sobre el asunto, se ha actuado en forma conjunta.: 225 

## La central hidroeléctrica
La central hidroeléctrica del complejo se encuentra sobre la margen derecha del río. Posee 4 turbinas de tipo Francis de eje vertical de 140MW para una potencia instalada total de 560 MW. El salto máximo de operación es de 157 m. La energía se transporta desde Futaleufú a Puerto Madryn por medio de dos líneas de alta tensión de 330 kV con una longitud de 550 km, cruzando las mesetas patagónicas De oeste a este, desde la cordillera,  hasta la costa atlántica
El área de embalse es jurisdicción de la Administración de Parques Nacionales, como parte del parque nacional Los Alerces, y las visitas solo son temporarias, en horas diurnas.

## Tiempo de residencia
En promedio es de 1,05 años, y va cambiando según los diferentes sectores del embalse, debido a la entrada del río Frey en su tercio inferior. Este río es el principal afluente y por él se recibe el caudal de los lagos Kruger y Futalaufquén (Lago Grande en idioma Mapuche). Se ha determinado que la termoclina aparece a 38 m hacia fines del estío. 
A pesar de la inmensa biomasa presente desde su llenado en 1976, no se registra déficit de saturación de oxígeno en el hipolimnion. Sus patrones hídricos se asemejan a los del Lago Futalaufquen, salvo la concentración salina menor por los aportes andinos desde el oeste de la cuenca; a través de los ríos Stange, Canelo y otros.

## Lago Amutui Quimey
El Lago Amutui Quimey ex Lago Situación es un lago de origen glaciar situado en el parque nacional Los Alerces, departamento Futaleufú, provincia del Chubut.
El embalse se ubica entre las isoyetas de 1.500 a 3.000 mm (Coronato y del Valle, 1988). El clima es semejante al de los lagos Futalaufquén, Cholila y Menéndez. No hay habitantes en sus riberas y tampoco existen aprovechamientos económicos. 
El conjunto lacustre en el que se integra el lago, constituye un profundo y ancho valle rodeado de cumbres que se elevan por encima del límite de nieves perpetuas y del que recibe todos sus aportes fluviales: al norte se alzan el cordón de las Pirámides (2.609 m s. n. m.) y el Cerro Situación (2.307 m s. n. m.), separados por un valle interfluvial (perteneciente al río Frey que conecta el Amutui Quimei con el lago Futalaufquen; al sur lo hacen los cerros Castillo (2.125 m s. n. m.) y Tres Uñas (1.976 m s. n. m.).
La formación del embalse Amutui Quimey se produjo con la anegación de cuatro lagos preexistentes, conformando un espejo de agua de 9.200 hectáreas.: 
- lago Situación, de 15 km² y con 105 m de profundidad;
- lago Quiñe ("lago uno"), de 4 km² y con 58  m de profundidad;[6]
- lago Epu ("lago dos"), de 6,7 km² y con 120  m de profundidad;[7]
- lago Cula ("lago tres"), de 14,7 km² y con 245  m de profundidad;[8]

Los aportes provienen de Glaciares que alimentan el Río Tigre , alimentado por numerosos arroyos , que alimenta el Lago Cholila, descargando este al Río Carrileufú]], por el norte, El Lago Lezana, descarga sus aguas  a través del Río Blanco , también sobre el Río Carrileufú , que también recibe las aguas del Lago Mosquito, ubicado hacia el este de la localidad de Cholila.Todo este conjunto de Glaciares, Lagos y Ríos, descargan sus aguas mediante el Río Carrileufú hacia el Lago Rivadavia, río Rivadavia, Lago Verde, río Arrayanes, lago Futalaufquen y Lago Krüger, alimentan al río Frey. Luego del embalse, el río Futaleufú continúa, cruzando la frontera con Chile, hacia el río Yelcho y luego hacia el Océano Pacífico.